# Glàndula pineal
La glàndula pineal o epífisi és una petita glàndula esfèrica ubicada en el centre de l'encèfal, sobre el sostre del tercer ventricle.
És una glàndula de secreció interna que forma part del sostre del diencèfal. S'origina embriològicament d'una evaginació entre el tàlem i el pre-sostre. És una petita formació ovoidea, aplanada, que descansa sobre la làmina cuadrigèmina, al tercer ventricle cerebral. És la glàndula que segrega l'hormona melatonina, que és produïda a partir de la serotonina. L'epífisi, sensible a la llum, està relacionada amb la regulació dels cicles de vigília i son. Mesura uns 5 mm de diàmetre.
Les seves cèl·lules es diuen pinealocits i se subdivideixen en fotoreceptors i secretadores. Els fotoreceptors es troben en peixos, amfibis i rèptils (particularment desenvolupades a l'ull pineal de la tuatara). En les aus es troben menys desenvolupats i es parla de fotoreceptors modificats. En mamífers no existeixen els fotoreceptors, si bé la glàndula està estretament relacionada amb la funció fotosensorial.
S'uneix via gangli cervical superior i nucli supraquiasmàtic hipotalàmic a la retina. Així doncs es pot considerar que la pineal és part de les vies visuals i així converteix la informació lumínica en secreció hormonal.

## Anatomia
Per les seves característiques anatòmiques, molt aviat va cridar l'atenció dels metges. La primera descripció de la glàndula pineal s'atribueix a Heròfil de Calcedònia, al segle iii aC, qui la vinculà a funcions valvulars reguladores del "flux del pensament" en el sistema ventricular. Galè (s. II dC) va descriure la seva anatomia i l'anomenà konarium (conus de pinya), denominació que ha perdurat fins als nostres dies juntament amb la de pineal, pinea (pinya en llatí). Sembla ser, a més, que Galè observà que l'estructura pineal tenia una semblança estructural més gran amb les glàndules que amb els nuclis del sistema nerviós.
El següent avenç en el coneixement d'aquesta glàndula va esdevenir en el Renaixement. Singularment, Andreas Vesal va aportar una descripció anatòmica molt precisa en la seva obra "De Humani Corporis Fabrica" (1543). Cal dir que René Descartes la qualificà de tercer ull en el seu treball pòstum "De Homine" (1633), no tant pel seu paper en el control del fotoperíode, encara avui desconegut, sinó perquè, segons la seva concepció dualista, constituïa el correlat físic de l'ànima. Descartes li assignà també una funció fisiològica: com a part del sistema nerviós, la glàndula pineal s'encarregava de la percepció de l'entorn. Amb aquest plantejament s'arribà fins al segle xix, quan s'abordà la glàndula pineal dels mamífers des de diferents perspectives -anatòmica, histològica i embriològica- i es mostrà la seva similitud amb l'epífisi de vertebrats posicionats més avall en l'escala filogenètica.

## Productora de melatonina
Quan no hi ha llum, la glàndula pineal produeix melatonina a partir de la serotonina. Està relacionada amb la regulació dels cicles de vigília i son (ritmes circadians), i serveix per contrarestar els efectes de la síndrome de diferència de zones horàries  (jet lag) . És també un poderós antioxidant, i s'ha comprovat que participa en l'apoptosi de cèl·lules. Però també està comprovat que altes dosis d'aquesta hormona tenen un efecte cancerigen. Controla l'inici de la pubertat. La producció d'aquesta hormona disminueix amb l'edat.
La melatonina és produïda pels pinealocits en la glàndula pineal (localitzada en el diencèfal), la qual produeix l'hormona sota la influència del nucli supraquiasmàtic de l'hipotàlem, el qual rep informació de la retina sobre els patrons diaris de llum i foscor. La glàndula pineal dels humans té un pes proper als 150 mil·ligrams i ocupa la depressió entre el colí-cul superior i la part posterior del cos callós. Malgrat l'existència de connexions entre la glàndula pineal i el cervell, aquella es troba fora de la barrera hematoencefàlica i està innervada principalment pels nervis simpàtics que procedeixen dels ganglis cervicals superiors.
El 1917 es va observar  in vitro  que extractes de glàndula pineal produïa un aclariment en la pell de gripau. A finals dels 50, Lerner i col·laboradors van aïllar l'hormona pineal que produïa aquest efecte a partir de pinealocits bovins i van descriure la seva estructura química: 5-metoxi-N-acetiltriptamina (melatonina). Si bé durant molt de temps es va considerar que la melatonina era d'origen exclusivament cerebral, s'ha demostrat la biosíntesi del metoxindol en altres teixits com la retina, la glàndula harderiana, el fetge, l'intestí, els ronyons, les glàndules adrenals, l'estafa, la glàndula tiroide, les cèl·lules immunes, el pàncrees, els ovaris, el cos carotidi, la placenta i l'endometri.

## Principi regulador
A l'organisme existeixen dos sistemes de comunicació: un de base química i un altre de base elèctrica. En el primer (sistema endocrí), els senyals d'informació (missatges) són les hormones les que es transmeten per canals d'informació: vasos sanguinis, vasos limfàtics, canal neural, etc. arribant als òrgans diana o efectors. En el segon (sistema nerviós) els senyals són electromagnètics i tenen una xarxa de distribució amb centres i "subestacions" que assenten sobre les cèl·lules neuronals (neurones) arribant als músculs, cor, glàndules, etc. Aquests dos sistemes han evolucionat paral·lelament i col·laboren mútuament des dels seus orígens en perfecta harmonia cronobiològica (la cronobiologia és la ciència que estudia els ritmes). Els ritmes i els cicles que en aquests dos sistemes se succeeixen són coordinats per la glàndula pineal.
Atès que constitueix la seu somàtica d'un rellotge biològic, que posa a punt o en hora la complicada maquinària neuroendocrina en relació als ritmes i cicles de la natura a través de la seva hormona missatgera (melatonina), ha pres gran rellevància en ser acceptada com a regulador de reguladors en l'esfera reproductora i incloure's dins dels òrgans magnetorreceptors. Procedent de l'exterior processa fonamentalment la informació electromagnètica ambiental de: la llum, les variacions del camp geomagnètic (incidint directament) i els senyals d'altres camps electromagnètics originats en diferents fonts.
El fotoperíode (llum-foscor), amb els ritmes circadians (dia-nit) i els estacionals, constitueix el sincronitzador (Zeitgeber) extern principal, acció de la qual es troba complementada per altres sincronitzadors addicionals que se sumen al camp geomagnètic. Aquests són les micro-pulsacions d'origen extraterrestre, el sistema cavitari ionosfèric (ressonàncies de Schumann amb freqüències de 7,8Hz, semblants a les del ritme alfa i el nostre cervell) i, en general, les fonts dels camps ELF.
La glàndula pineal produeix i segrega, durant la fase fosca del fotoperíode, una hormona molt important: la melatonina. Però la llum continuada i els camps ELF artificials, per exemple, trenquen aquest ritme de secreció.
La melatonina és considerada com l'elixir de l'eterna joventut i té excel·lents propietats: anti jet-lag dels viatges transoceànics, inductor de la són (ritme alfa) i el descans; antioxidant i, per tant, antirradicals lliures contra l'envelliment cel·lular i, sobretot, és un poderós oncostàtic (anticancerós).
| «                 | Una al·legoria seria: En el gran concert endocrí, la glàndula pineal és la directora d'orquestra que segueix ordenadament la partitura, constituint la llum la seva inspiració rítmica i compassada. La incidència d'altres radiacions electromagnètiques no naturals provocaria un caos simfònic... | » |
| — Bardasano, 2002 | |   |

Encara que avui dia es reconegui la pineal com a glàndula destinada de manera exclusiva a la secreció endocrina, la veritat és que en l'ésser humà encara pot apreciar-se una important capacitat fotosensorial, reconeguda científicament com a vital per al desenvolupament d'un cicle circadiari normal. Un fet sorprenent és que, si tots dos globus oculars fossin extirpats i la via anatòmica des de l'àrea frontal cap a l'esmentada glàndula es trobés alliberada sota condicions lumíniques, aquest òrgan encara podria respondre a l'estímul, de manera similar a com ho feien els ulls físics. Aquest fet fa pensar a molts científics que la glàndula pineal és molt més que un ull degenerat, i que alguns fenòmens del gran enigma que representa el cervell, com la formació d'imatges o la interacció d'aquest amb espais físics compostos de partícules hipotètiques menors a les conegudes, podrien tenir com a coprotagonista a aquest petit centre neuronal, resumit en un espai cònic de tan sols 5 mm de diàmetre.
Segons el doctor Sérgio Felipe de Oliveira, Màster en Ciències per la Facultat de Medicina de la Universitat de São Paulo i director de la Clínica Pineal Mind, l'increment de l'activitat pineal es troba estretament relacionat amb les activitats psíquiques, com ara les visions o la meditació. Segons Oliveira, la glàndula pineal actuaria com un petit receptor d'ones, en el qual, petites calcificacions de l'òrgan conegudes com a "acèrvuls" jugarien un rol especial.
A més, entre les múltiples funcions endògenes de la pineal (controlar els centres hipotalàmics, ritmes biològics, efecte desintoxicant de radicals lliures i protector de drogues anticanceroses), es troba la d'alliberament de la DMT. L'alliberament d'aquesta molècula, considerada com un dels neurotransmissors al·lucinògens més poderosos per a l'ésser humà, es veu incrementada per la glàndula durant l'estadi de son, estats de meditació i la imminència de mort. Cada cas esmentat, relacionat amb una interacció augmentada entre el cervell i altres plans dimensionals adjacents, són qüestionades pels escèptics com un fenomen físic-químic limitat a l'òrgan cerebral.
No obstant això, no existeixen de moment hipòtesis vàlides que relacionin el perquè de l'alliberament de DMT (i la consegüent formació d'imatges en la pineal) amb els estadis propers a la mort. Tal com reconeix Rick Strassman, cèlebre protagonista en exhaustius estudis dels efectes de la DMT en humans, la glàndula pineal no seria més que el sisè txakra o Ajna Ajna del qual parla la tradició vèdica, la finestra de Brama del qual es nomena en l'hinduisme, l'ull celestial del qual parlen els antics xinesos, el palau Niwan que els taoistes coneixen o el "seient de l'ànima" que Descartes exposava.
En tot cas, la ciència ortodoxa i la realitat semblen haver trobat un possible punt de frec en un espai mil·limètric subcortical.